# 칠면조고기

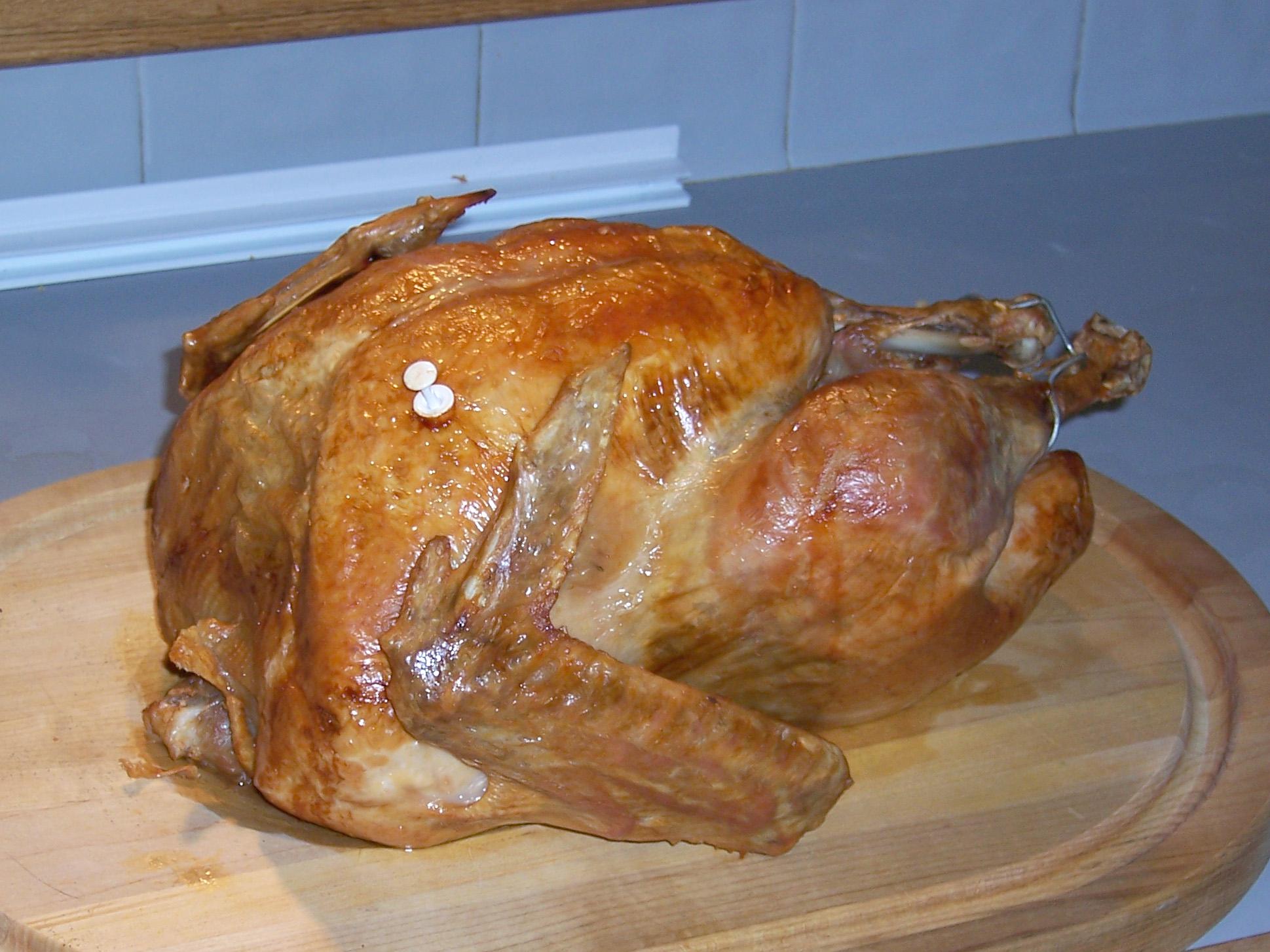
전통적인 미국의 추수감사절 식사를 위해 준비된 칠면조 고기

칠면조고기는 식용으로 길러지는 칠면조를 뜻한다. 문화권에 따라 추수감사절이나 성탄절 등 중요한 행사가 있는 날에 주로 소비되기도 하며, 영양가가 높은 가금류 고기이기 때문에 소비가 많은 편이다.

## 역사와 전통

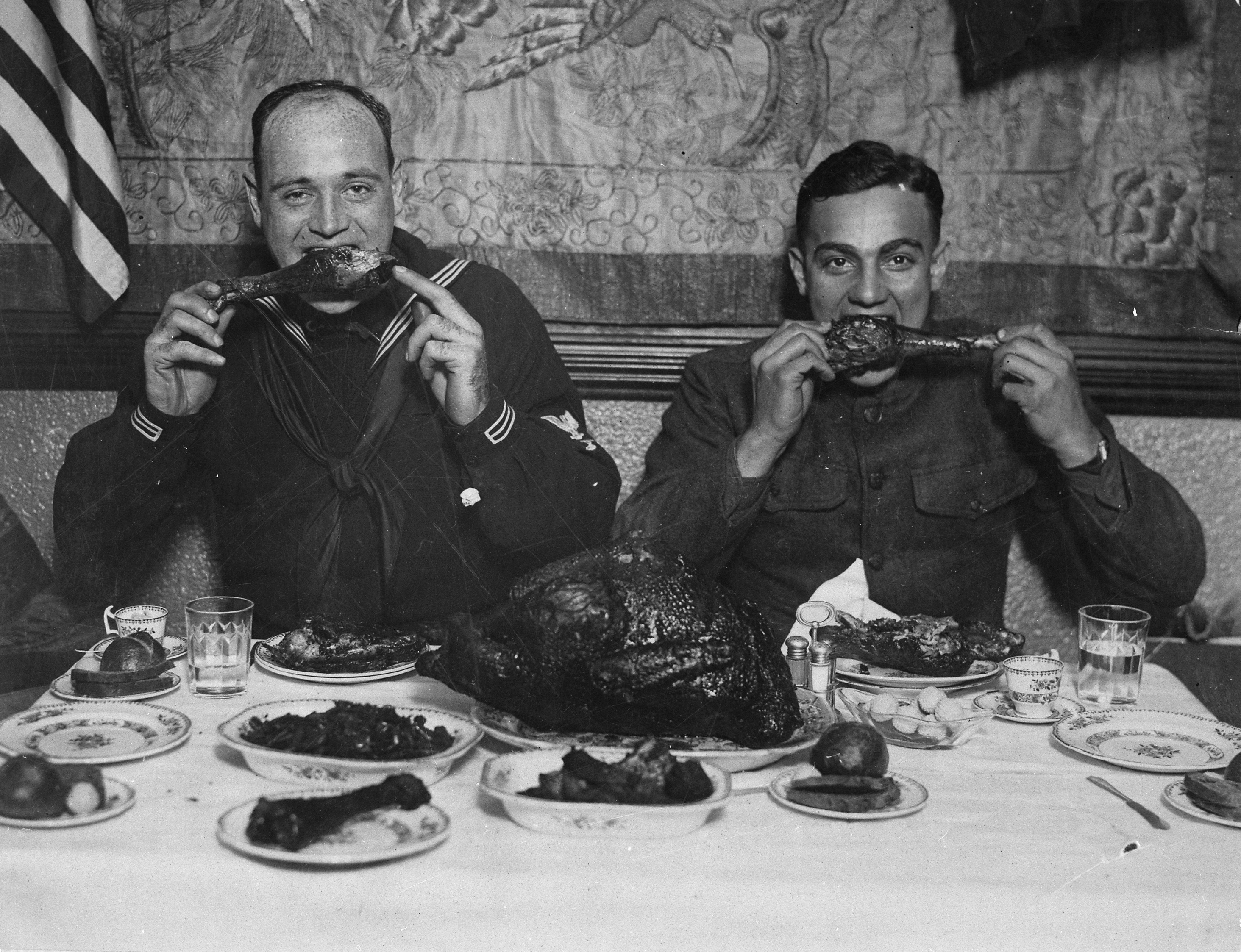
제 1차 세계대전 종전 후 추수감사절 만찬에서 칠면조고기를 먹는 미군 장병들

칠면조고기는 전통적으로 미국과 캐나다에서 추수감사절 저녁만찬의 한 코스로 먹으며,
칠면조고기는 예로부터 멕시코, 중앙 아메리카, 그리고 미국 남부 계층의 토착민들이 먹어왔다. 15세기 스페인의 정복자들은 칠면조고기를 유럽으로 가지고갔다.
칠면조는 16세기 초에 영국에서 먹기 시작했다. 20세기 이전에는 돼지갈비가 북미 명절 가장 흔한 음식이었다. 칠면조는 한때 야생에 많이 서식하여 일년 내내 먹었으며, 흔한 음식으로 여겨졌지만, 돼지갈비는 추수감사절에서 새해까지만 구할 수 있었다. 크리스마스에 칠면조고기가 17세기 영국 전역에 퍼진 반면, 노동자 계층 사이에서는 거위를 대접하는 것이 일반화되었는데, 거위는 빅토리아 시대까지 많은 사람들이 먹었다
몰레 칠면조는 멕시코의 "국민 음식"으로 여겨진다.

## 영양가
날 칠면조 가슴살은 74%가 물, 25%가 단백질, 1%가 지방이며 탄수화물은 없다.

## 같이 보기
- 칠면조
- 소를 넣은 음식 목록